# Francisco Córdova
Francisco Córdova (Bayamón, 14 marzo 1944) è un ex cestista portoricano.

## Carriera
Con Porto Rico ha disputato i Campionati mondiali del 1967 e i Giochi olimpici di Città del Messico 1968.